# Polyrhachis heinlethii
Polyrhachis heinlethii är en myrart som beskrevs av Auguste-Henri Forel 1895. Polyrhachis heinlethii ingår i släktet Polyrhachis och familjen myror.

## Underarter
Arten delas in i följande underarter:
- P. h. heinlethii
- P. h. papuana